# Шелюг
Шелюг — река в России, протекает в Лузском районе Кировской области. Устье реки находится в 175 км по левому берегу реки Луза. Длина реки составляет 91 км, площадь бассейна — 829 км².
Река образуется слиянием рек Югский Шелюг и Большой Шелюг в лесном массиве в 40 км к юго-востоку от города Луза. Река течёт в верхнем течении на юго-восток, в среднем — на северо-восток, в нижнем — на восток. Русло сильно извилистое. Верхнее и среднее течение проходит по ненаселённому, заболоченному лесному массиву. В нижнем течении протекает несколько небольших деревень — Вердюковская, Горка, Никитинская, Перевоз. Чуть ниже последней впадает в Лузу. Ширина реки в среднем и нижнем течении 12-18 метров, скорость течения 0,3-0,5 м/с.

## Притоки
- река Чешур (пр)
- 6 км: река Чирюг (пр)
- 24 км: река Лачуг (лв)
- река Волбаз (пр)
- 55 км: река Большой Каюг (пр)
- река Малый Каюк (пр)

## Данные водного реестра
По данным государственного водного реестра России и геоинформационной системы водохозяйственного районирования территории РФ, подготовленной Федеральным агентством водных ресурсов:
- Бассейновый округ — Двинско-Печорский
- Речной бассейн — Северная Двина
- Речной подбассейн — Малая Северная Двина
- Водохозяйственный участок — Юг
- Код водного объекта — 03020100212103000012822